# Nukleoprotein
Nukleoprotein je protein koji je strukturno asociran sa nukleinskom kiselinom (bilo DNK ili RNK).

## Primeri
Prototipni primeri su proteini histonske klase, koji su prisutni na lacima hromatina. Telomeraze, RNP (RNK/protein komplex), i protamini su takođe nukleoproteini.

## Literatura
- Jeremy M. Berg, John L. Tymoczko, Lubert Stryer: Stryer Biochemie. 6. Auflage, Spektrum Akademischer Verlag, München 2007.  978-3-8274-1800-5.
- D. M. Knipe, Peter M. Howley (Hrsg.): Fields Virology. 4. Auflage, Philadelphia 2001.  0-7817-6060-7.